# Cintia
Cintia es un género de la familia Cactaceae con una sola especie Cintia knizei, nativa de los Andes en Bolivia. Esta planta fue descubierta por Karel Kníže en 1966 a una altitud de 4.000 metros cerca de  Otavi, en el departamento de  Potosí, Bolivia. Sin embargo, no fue descrita hasta 1969 por Jan Říha.

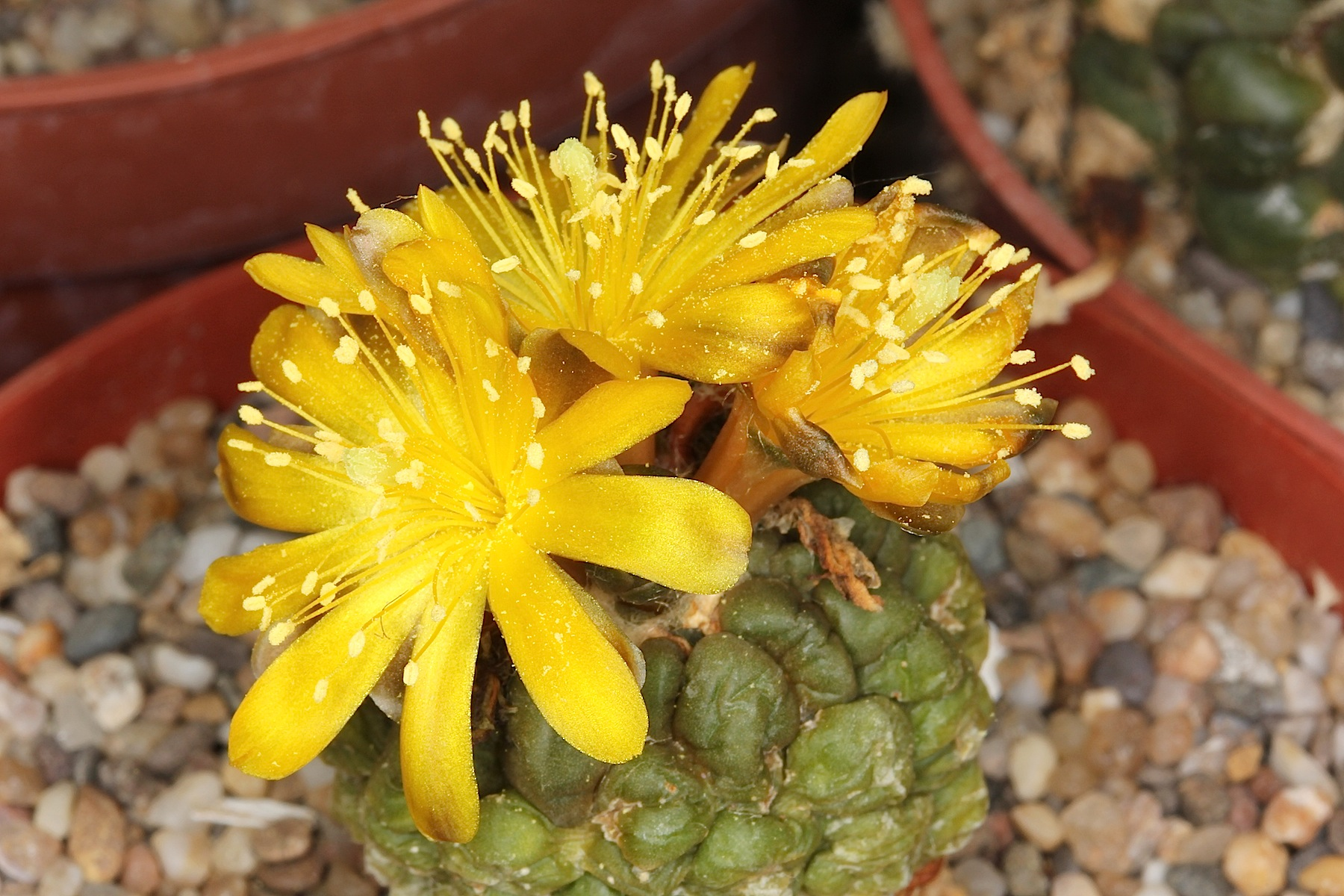
Vista de las flores

## Características
Es un pequeño cactus (3-5 cm de diámetro), de color verde, y aspecto globoso con prominentes tubérculos. La raíz es tuberosa similar a la de la zanahoria y alcanza hasta 10 cm de longitud. Las areolas se encuentran hundidas entre los tubérculos, son lanosas, al igual que el ápice de la planta, y sin espinas en los ejemplares adultos, mientras que los jóvenes poseen entre 5 a 6 espinas cortas. Las flores son diurnas, de color amarillo y surgen en la extremidad del tallo, alcanzando 3-4 cm de diámetro.
Se ha propuesto trasladar esta especie al género  Copiapoa y en The Plant List se le considera un sinónimo de Rebutia cintia Hjertson

## Taxonomía
Cintia knizei fue descrita por Kníže & Říha y publicado en Kaktusy 31(2): 35. 1995.
Etimología
Cintia: nombre genérico que se nombró en honor de la ciudad de Cinti en  el departamento de Chuquisaca.